# HMS Cassandra (1916)
HMS Cassandra là một tàu tuần dương hạng nhẹ thuộc lớp tàu tuần dương C của Hải quân Hoàng gia Anh Quốc, được chế tạo trong giai đoạn Chiến tranh Thế giới thứ nhất, và là chiếc dẫn đầu của lớp phụ Caledon. Lớp phụ này, vốn còn bao gồm HMS Calypso, HMS Caledon và HMS Caradoc, giữ lại kiểu dáng hai ống khói của hai lớp phụ trước đó; nhưng hệ thống động lực có khác biệt đôi chút, cũng như là cấu trúc thượng tầng. Dàn hỏa lực chính bao gồm năm khẩu BL 152 mm (6 inch) Mark XII, và dàn pháo hạng hai gồm hai khẩu QF 76 mm (3 inch) và hỏa lực phòng không gồm bốn khẩu 3 pounder.
Cassandra được đặt lườn tại xưởng đóng tàu Vickers Limited ở Barrow in Furness vào tháng 3 năm 1916. Nó được hạ thủy vào ngày 25 tháng 11 năm 1916 và đưa ra hoạt động cùng Hải quân Hoàng gia vào tháng 6 năm 1917. Cassandra có một cuộc đời phục vụ ngắn ngủi. Thoạt tiên nó được bố trí vào Hải đội Tuần dương nhẹ 6 thuộc Hạm đội Grand, và chịu đựng một tai nạn khi cùng với tàu chị em HMS Caradoc bị mắc cạn tại đảo Fair vào ngày 15 tháng 8 năm 1917 nhưng cả hai đều được giải thoát thành công. Dù sao nó cũng sống sót qua cuộc chiến tranh, và được gửi đến hoạt động tại biển Baltic chống lại lực lượng Bolshevik. Vào ngày 5 tháng 12 năm 1918 nó đi vào một bãi mìn của Đức không được ghi chú, và trúng phải một quả thủy lôi. Cassandra chìm trong vịnh Phần Lan với tổn thất 10 thủy thủ, nhưng khoảng 400 người sống sót đã được cứu vớt.
Hải quân Estonia và Bảo tàng Hàng hải Estonia vào tháng 8 năm 2010 đã công bố rằng họ tìm thấy xác tàu đắm của HMS Cassandra cùng với hai tàu xà-lúp lớp Flower HMS Myrtle và HMS Gentian gần đảo Saaremaa ở độ sâu 60–100 m.